# 中国航信
中国民航信息网络股份有限公司（英文：TravelSky Technology Limited，简称：中国航信，港交所：0696）是中国民航信息集团旗下的重点企业，是中国航空旅游业信息科技解决方案的主导供应商。它的客户涵盖航空公司、机场、非航空旅游产品和服务供应商、分销代理人、机构客户、民航旅客及货运商等所有行业参与者。
中国航信为中国国内除春秋航空和九元航空之外的全部航空公司，和300余家外国及地区航空公司提供电子旅游分销（ETD），包括航班控制系统服务（ICS）、计算机分销系统服务（CRS）和机场旅客处理（APP）。并拓展与上述核心业务相关的延伸信息技术服务，为航空公司提供决策支持的数据服务、支持航空联盟的产品服务、发展电子客票和电子商务的解决方案，以及为航空公司和机场提供提高地面营运效率的信息管理系统等服务。
中航信基于其旅客信息服务系统开发了提供机票预订管理、航班追踪服务的移动应用程序航旅纵横。

## 历史
2000年10月，中国民航计算机信息中心和中国民航信息网络股份有限公司开始独立运作。2001年1月1日，与国际航空电讯集团公司（SITA）合资成立天信达信息技术有限公司。2001年2月7日，中国航信股票在香港联交所主板成功上市，交易代码0696，共募集资金约12亿港币。